# Grand Hotel Nuremberg

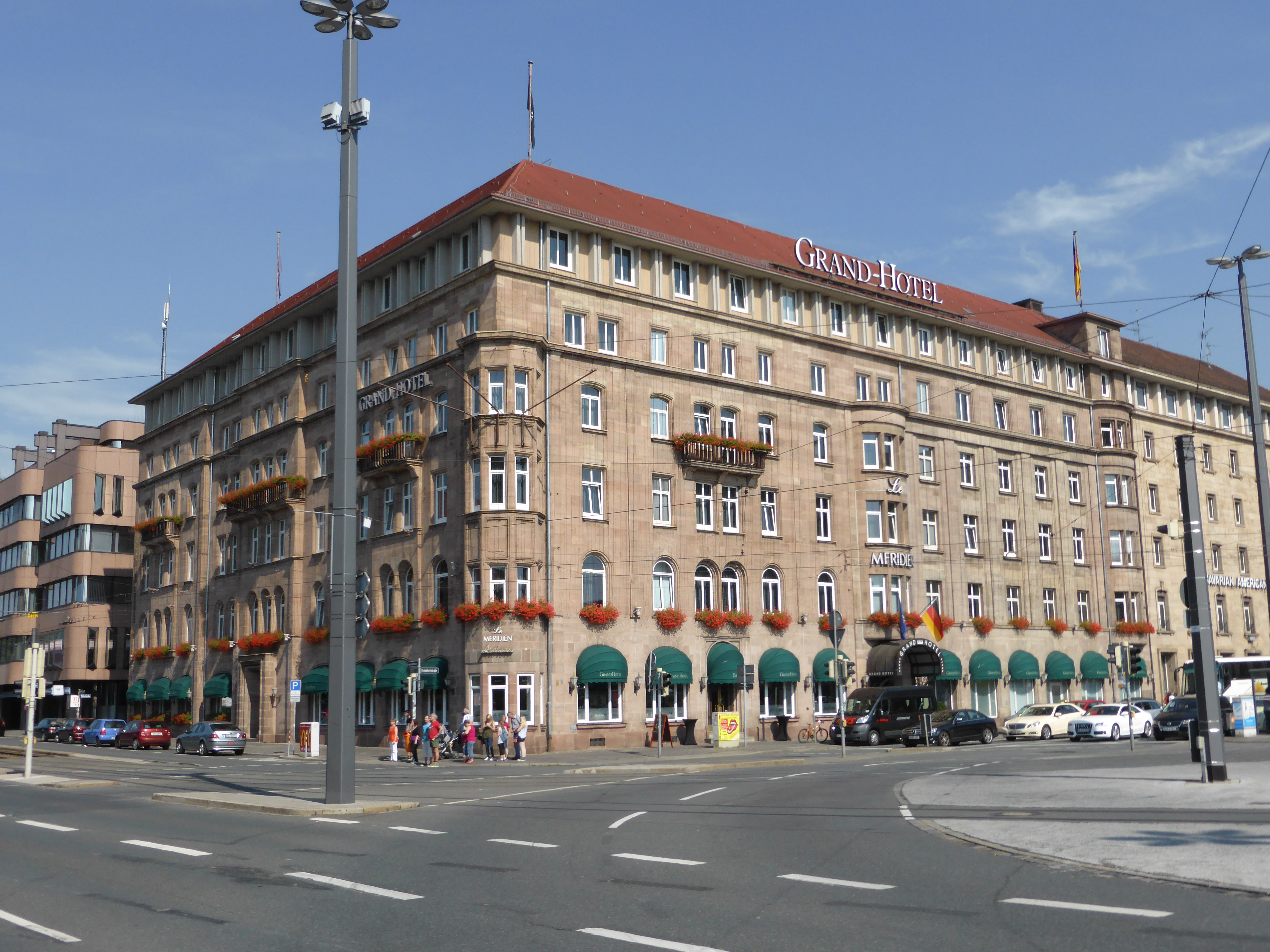

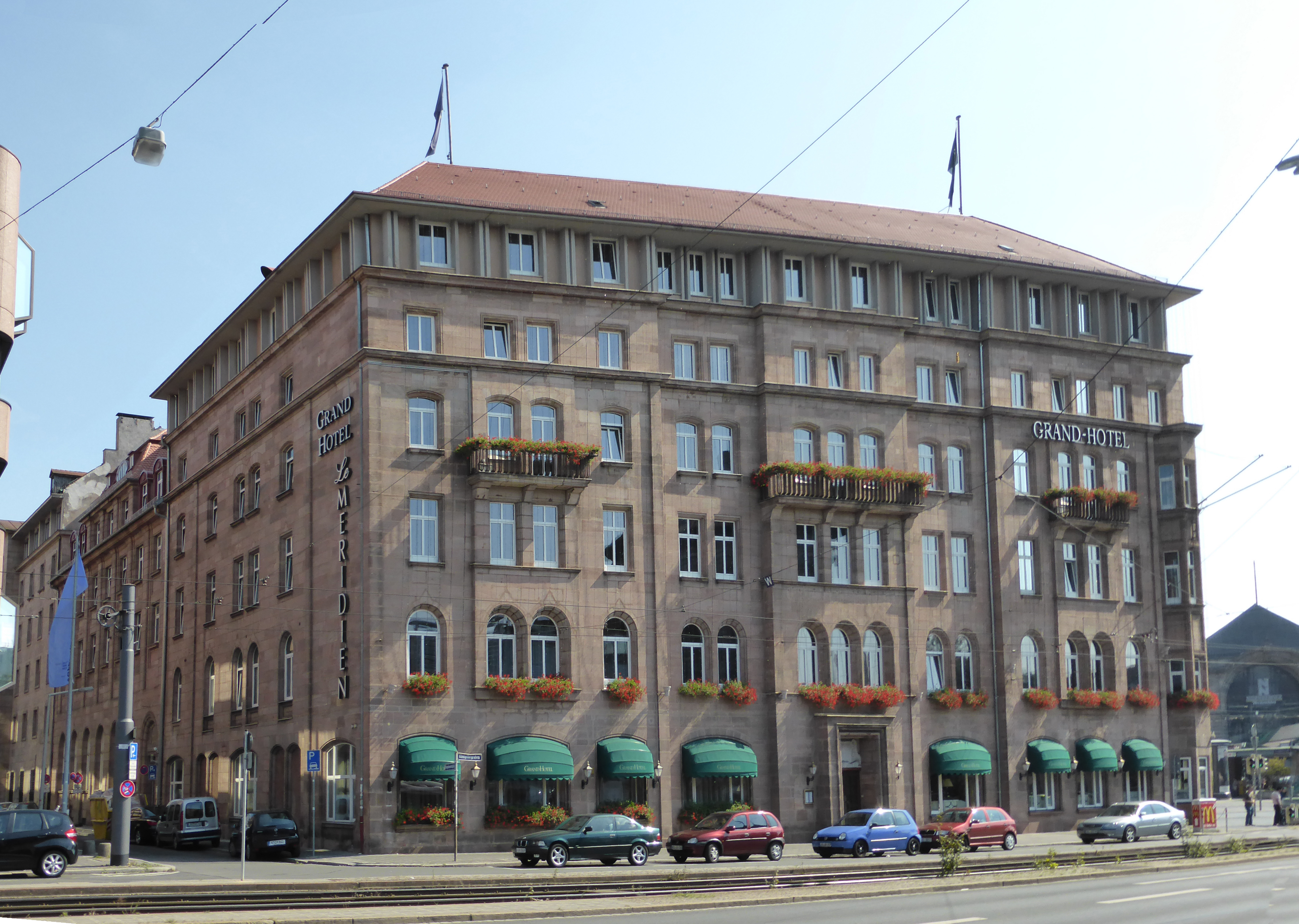

Le Méridien Grand Hotel Nuremberg est un grand hôtel de Nuremberg en Bavière. Il est situé au 1-3 de la Bahnhofstraße, en face de la gare centrale de Nuremberg et juste à l'entrée de la vieille ville historique. L'hôtel existe depuis 1895, a été rénové à plusieurs reprises et fait partie de la chaîne Starwood Hotels & Resorts Worldwide depuis 1996 sous le nom Le Méridien Grand Hotel.

## Histoire
En 1895, Oskar Weigel acquiert l'ancienne ferme et y ajoute un troisième étage. Un an plus tard, le Grand Hotel Nuremberg a ouvert ses portes avec environ 80 chambres et une salle de bain. En 1906, Rudolf Lotz et sa femme Ingeborg ont acheté l'hôtel. Au début du XXe siècle, le Grand Hôtel s'est imposé comme point de contact pour les hôtes de la haute société internationale. En 1911 a commencé une extension, et après l'achèvement des travaux de construction en 1912, l'hôtel disposait de 35 salles de bain privées et de 5 appartements. Toutes les chambres étaient luxueusement meublées avec des tapis, des meubles intégrés en bois d'acajou et de cerisier et des lignes téléphoniques. Des salles de conférence ont été aménagées autour de la cour intérieure, l'actuelle salle Albrecht Dürer. La salle Richard Wagner est restée inchangée à l'exception du lustre.
Après la mort de Rudolf Lotz, sa veuve dirigea seule l'hôtel pour le moment, puis poursuivit avec son second mari Georges Richert. Toutes les pièces de l'ancien bâtiment ont l'eau courante depuis 1921. Trois nouvelles salles de bains privées ont également été créées à chaque étage et la salle à manger a été transformée en un restaurant moderne. En 1937, l'hôtel était réservé exclusivement aux invités d'honneur d'Hitler dans le cadre du rassemblement du parti nazi. De plus, un bureau de la Chancellerie du Reich a été installé ici dans les années qui ont suivi.
L'hôtel a servi de quartier général de l'armée américaine après la fin de la Seconde Guerre mondiale. En 1954, l'hôtel est rendu à la famille Lotz et de grands noms du monde des affaires, de la politique et du spectacle y séjournent à nouveau. En 1988, le Grand Hotel devient la propriété de la société hôtelière anglaise Forte Hotels. Le rez-de-chaussée a été rénové dans le style du début du siècle. En 1996, Granada PLC a acquis Forte Hotels et a incorporé le Grand Hotel dans la marque de renommée internationale Le Méridien Hotels. Depuis lors, il s'appelle Le Méridien Grand Hotel Nürnberg. Depuis l'an 2000, l'hôtel s'habille de 30 000 guirlandes lumineuses pour le marché de Noël. Le Méridien Grand Hotel Nuremberg fait partie de Starwood Hotels & Resorts depuis novembre 2005. Après une nouvelle rénovation, l'hôtel propose depuis 2009 192 chambres et suites, un restaurant et plusieurs salles de réception, dont la salle Richard Wagner, qui a survécu à la Seconde Guerre mondiale sans dommage.

## Littérature
- Grand Hotel, Nuremberg : un guide à travers Nuremberg dédié aux clients du Grand Hotel par Carl Schnorr et Robert Biggert, Verlag E. Nister, 1900.

## Liens web
- Histoire sur la demi-pension de l'hôtel